# Pointe du Château
Ne doit pas être confondu avec Tête du Château ou Pointe des Châteaux.
La pointe du Château est un sommet de France situé dans les Alpes, en Haute-Savoie. Avec 2 104 mètres d'altitude, il domine la vallée de l'Arve, notamment Magland, à l'est et Le Reposoir à l'ouest. Il se trouve dans la chaîne du Reposoir, l'extrémité septentrionale de la chaîne des Aravis, au sud de la tête des Muets dont elle est séparée par la Gueule à Vent, un petit col à 2 014 mètres d'altitude emprunté par le GR 96, et au nord de la tête du Château.